# Rho Virginis
Rho Virginis (ρ  Virginis, förkortat Rho Vir, ρ  Vir), som är stjärnans Bayer-beteckning, är en ensam stjärna i den norra delen av stjärnbilden Jungfrun. Den har en genomsnittlig skenbar magnitud på +4,88 och är synlig för blotta ögat där ljusföroreningar ej förekommer. Baserat på parallaxmätningar i Hipparcos-uppdraget på 27,6 mas beräknas den befinna sig på ca 118 ljusårs (36 parsek) avstånd från solen.

## Egenskaper
Rho Virginis är en blå till vit stjärna i huvudserien av spektralklass A0 V. Den har en massa som är ungefär dubbelt så stor som solens massa, en radie som är ca 1,6 gånger större än solens och utsänder ca 14  gånger mera energi än solen från dess fotosfär vid en effektiv temperatur på ca 8 900 K.
Rho Virginis, eller 30 Virginis, är en pulserande variabel av Delta Scuti-typ (DSCTC). Den har en skenbar magnitud av +4,88 och varierar med amplitud av 0,02 enheter över perioder på 0,5 till 2,4 timmar.
Rho Virginis är registrerad som en Lambda Boötis-stjärna med lågt överskott av järn. Det har ett överskott av infraröd strålning, men det är oklart huruvida detta orsakas av en eventuell omgivande stoftskiva eller från stjärnan vid passage genom och uppvärmning av ett diffust interstellärt stoftmoln. Mest sannolikt är det förra, i vilket fall stoftskivan har en radie på cirka 37 AE och en genomsnittlig temperatur på 90 K.